# Julian Rachlin
Julian Rachlin (Vilnius, 8 dicembre 1974) è un violinista e violista austriaco di origine lituana.
È attivo anche come direttore d’orchestra. 

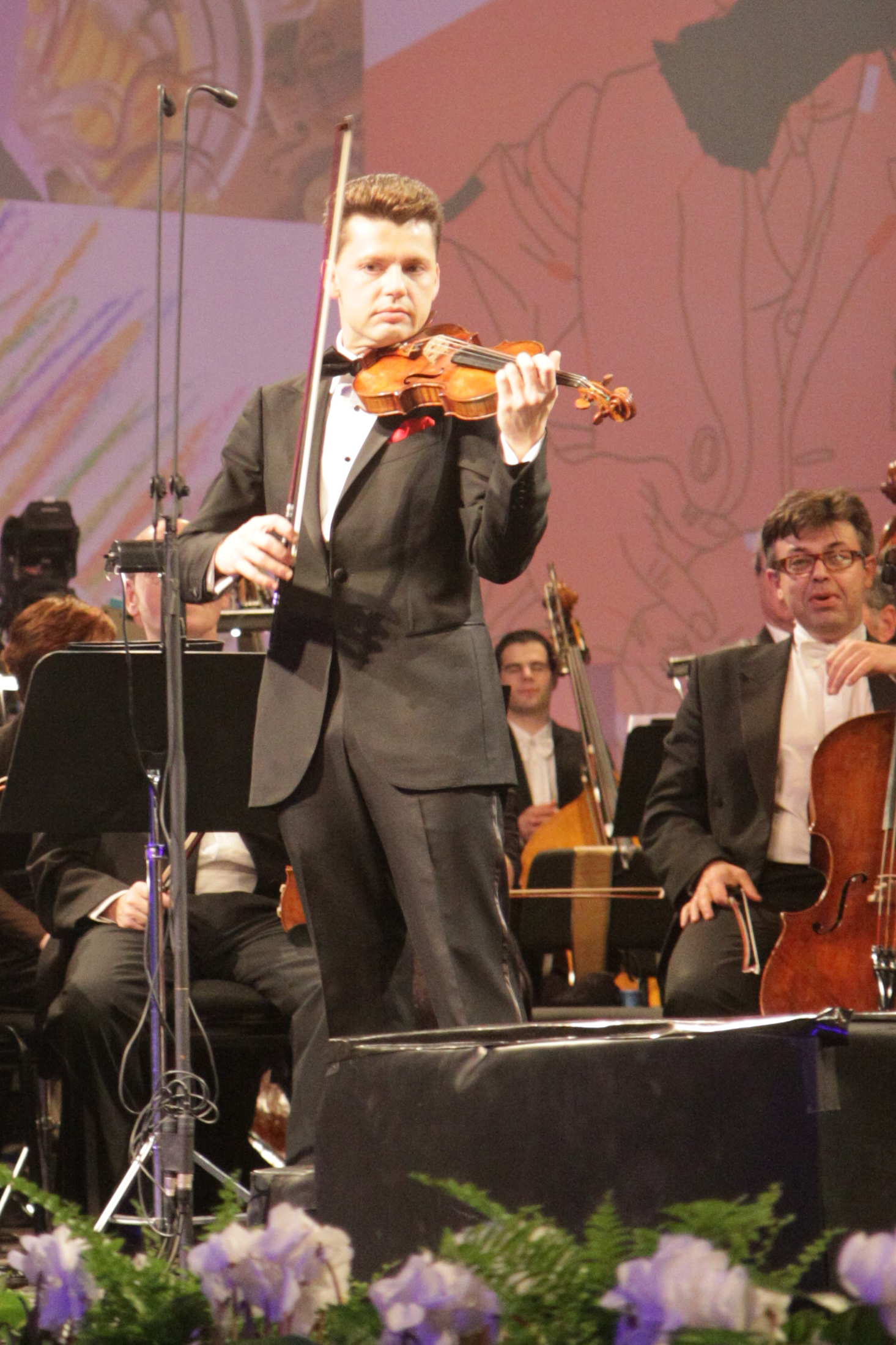
Julian Rachlin nel 2011

## Biografia
Julian Rachlin proviene da una famiglia di musicisti lituani che nel 1978 emigra in Austria. Nel 1983 entra nel Conservatorio di Vienna e studia violino con Boris Kuschnir. È un bambino prodigio, il suo primo concerto pubblico risale al 1984. Rachlin ha anche l’opportunità di seguire lezioni private con Pinchas Zukerman.
Nel 1988 riceve il titolo di “Eurovision Young Musician of the Year”, che gli permette di esibirsi ai Berliner Festspiele con Lorin Maazel e di diventare il più giovane solista che ha suonato con i Wiener Philharmoniker sotto la direzione di Riccardo Muti. 
La sua carriera si è in seguito sviluppata in Europa e negli Stati Uniti con i più prestigiosi direttori d'orchestra, tra cui Vladimir Aškenazi, Bernard Haitink, James Levine, Zubin Mehta e André Previn. Si esibisce nel repertorio di musica da camera con artisti come Martha Argerich, Gidon Kremer, Natalia Gutman, Mstislav Rostropovič, Itamar Golan, Mischa Maisky.
Nel 2000 è insignito del “Premio Internazionale dell’Accademia Musicale Chigiana” di Siena.
Nel 2014, Rachlin è stato nominato Direttore ospite principale della Royal Northern Sinfonia con sede a Gateshead.
Julian Rachlin è stato sposato con la violinista Janine Jansen.